# Johan Grimonprez
Johan Grimonprez, né le 12 août 1962 à Roulers, est un réalisateur, vidéaste, professeur et conservateur belge.

## Biographie
Johan Grimonprez naît le 12 août 1962 à Roulers,. Il est anthropologue de formation.
Il enseigne à la School of Visual Arts de New York.
Son documentaire Soundtrack to a coup d'État, sur les dessous de l'assassinat de Patrice Lumumba, figure parmi les meilleurs documentaires nommés aux Oscars.